# Wijgmaalbroek
Het Wijgmaalbroek is een natuurgebied nabij Wijgmaal in de Belgische stad Leuven. Het gebied is 50 hectare groot en gelegen op de grens tussen Leuven en Rotselaar ten westen van de Dijle. Het Wijgmaalbroek wordt door Natuurpunt beheerd en is Europees beschermd als onderdeel van Natura 2000-gebied Demervallei.

## Beschrijving
De Dijle stroomt door het Wijgmaalbroek, waardoor het gebied in het natuurlijk overstromingsgebied van de rivier ligt. Het gebied wordt gekenmerkt door bocage- en valleilandschap, waar de rivier doorheen kronkelt. Landschapselementen die de ecologische waarde van het gebied bepalen zijn houtkanten, knotwilgenrijen, hakhoutbosjes en hagen van belang, maar ook een vrij intact systeem van oeverwallen en komgronden en kwelzones. Ook zijn enkele voormalige veedrinkpoelen als amfibieënpoelen ingericht.
Het Wijgmaalbroek maakt deel uit van de zuid-noordelijke as van de Dijlevallei.

## Fauna en flora
In het gebied worden twee belangrijke diersoorten beschermd door het beheer hierop af te stellen, de sleedoornpage en de kamsalamander. De planten knolsteenbreek, de dotterbloem, de gulden- en grote boterbloem, de dauwnetel, de wilde narcis en de bosorchis komen in het Wijgmaalbroek veelvuldig voor.